# 충주시 (1958년 선거구)
충주시는 대한민국의 옛 국회의원 선거구이다. 당시 충청북도 충주시 지역을 관할했다.

## 역사
1956년 7월, 충주군 충주읍이 충주시로 승격되었다. 이에 제4대 국회의원 선거를 앞두고 충주시 전 지역을 관할하는 선거구로 신설되었다.
제6대 국회의원 선거를 앞두고 중원군 선거구와 통합되면서 충주시·중원군 선거구를 이루게 됨에 따라 폐지되었다.

## 역대 국회의원
| 선거   | 정당 | 정당   | 의원   |
| ------ | ---- | ------ | ------ |
| 1958년 |      | 자유당 | 홍병각 |
| 1960년 |      | 민주당 | 김기철 |

## 역대 선거 결과

### 대한민국 제4대 국회의원 선거
|  | 35.06% |

|  | 31.33% |

|  | 24.76% |

|  | 8.83% |

### 대한민국 제5대 국회의원 선거
|  | 54.53% |

|  | 45.46% |